# Kijowski port rzeczny
Kijowski port rzeczny (ukr: Київський річковий порт) – główny port rzeczny w Kijowie, położona na prawym brzegu Dniepru w Padole, zabytkowej i administracyjnej dzielnica miasta.

## Historia
Od czasów starożytnych Padół był ważnym ośrodkiem handlu, zwłaszcza poprzez drogi wodne.
Około XIX wieku, parowce zaczęły poruszać się wzdłuż Dniepru, a na prawym brzegu rzeki zostały zbudowane nabrzeża.
W 1953–1961 zbudowany został nowy terminal pasażerski na Placu Pocztowym przez architektów W. Gopkalo, W. Ładny i innych. W budynku znajduje się wieża, która przypomina maszt parowca.